# Kin'ichi Sawaki
Pour les articles homonymes, voir Sawaki.
Kin'ichi Sawaki (沢木 欣一, Sawaki Kin'ichi), né le 6 octobre 1919 dans la préfecture de Toyama et mort le 5 novembre 2001 à Tokyo, est un poète et essayiste japonais.
Sawaki étudie à l'Université impériale de Tokyo. En 1966, il est nommé professeur au Tōkyō Geijutsu Daigaku. Il est marié à la poétesse Ayako Hosomi.
Sawaki est considéré comme l'un des poètes japonais de haïku les plus importants de la deuxième moitié du XXe siècle. En 1946, il fonde la revue de haïku Kaze (« Vent »). De 1987 à 1993, il est président de l'association des poètes de haïku. Il compose plusieurs recueils de haïku, dont Enden (塩田; 1956), Okinawa Gin’yūshū (沖縄吟遊集; 1974), Hakuchō  (白鳥; 1995, couronné du prix Iida Dakotsu) et Ayako no Te (綾子の手; 2000). Il reçoit en 1996 le prix de la critique de l'Association des poètes de haïku pour son recueil d'essais intitulé Shōwa Haiku no Seishun (昭和俳句の青春 paru l'année précédente.

## Source de la traduction
- (de) Cet article est partiellement ou en totalité issu de l’article de Wikipédia en allemand intitulé « Sawaki Kin’ichi » (voir la liste des auteurs).
- Notices d'autorité :   - VIAF
  - ISNI
  - IdRef
  - LCCN
  - GND
  - Japon
  - Israël
  - WorldCat